# 桃花台新交通桃花台線
桃花台線（とうかだいせん）は、かつて愛知県小牧市の小牧駅から桃花台東駅までを結んでいた、桃花台新交通が運営していたAGT路線である。愛称は「ピーチライナー」。
小牧市東部にある桃花台ニュータウンの交通機関として1991年（平成3年）3月25日に開業したが、業績不振により2006年（平成18年）10月1日に廃止された。

## 概要
小牧市のほぼ中央にある市街地と、同市東部に広がる桃花台ニュータウンを結ぶ交通機関で、1991年より2006年まで営業していた。小牧駅 - 小牧原駅間は、名鉄小牧線の同区間と並行し、小牧原駅北側で同線を西から東へまたぎ、その後国道155号線上に設けられた高架軌道により桃花台ニュータウンへ向かう。その後は県道明治村小牧線をたどり、篠岡信号の直前で方向を変えて同地を半周し、中央自動車道を桃花台バスストップ直前でまたぎ、桃花台東駅へ到着する。ただし起終点駅である小牧駅と桃花台東駅にあるループ線を回って折り返す仕組みのため、営業運転中の車両は一方向のみに進んでいた。
駅員は小牧駅と桃花台センター駅の2駅のみに配置され、残りの5駅は無人駅。有人駅にのみ、エスカレーターとトイレが設置されていた。桃花台センター駅のみが地下にホームがあり、残りの6駅は高架駅。すべての駅にホームドアが設置されていた。
桃花台東駅が終着駅となっていたが、計画では更に東進して春日井市に入り、JR中央本線の高蔵寺駅まで延伸する予定で、一部区間は用地確保がされ、終端ループも分岐側に設置されるなどの準備がされていた。しかし、多額の負債を抱えており、延伸には県の試算で約1000億円と多額の費用がかかることから、計画は凍結された。
日本全国の新交通システムのAGT路線では唯一の廃止路線でもある。また、開業・廃止が共に平成時代となった路線は、短期間限定の営業路線を除けば本路線のみである。

## 路線データ
- 路線距離（営業キロ）：7.4 km[2]
- 案内軌条：中央案内式
- 駅数：7駅[2]
- 複線区間：全線
- 電気方式：直流750 V
- 最高速度：55 km/h
- 閉塞方式：自動列車制御装置（ATC）による車内信号閉塞方式
  - 実際には速度制限標識が走行路沿いに設置され、制限解除区間以外はそちらを優先して運転されていた。（速度の喚呼は両方行われる）5キロ刻みのほかに23・33・48・51など半端な表示もあった。

## 営業時の運行形態
すべて小牧 - 桃花台東間の運転で、昼間以降はおおむね20分間隔だった。ワンマン運転を実施。

## 車両
採用されていた車両は、100系電車のみである。先頭車と最後尾車各1台と、中間車2台の計4両固定編成で運行。全駅とも乗降口が進行方向右側のため、車両の乗降扉は右側のみに設けられ、運転席も先頭車のみとなっていた。最後尾の車両には、車両基地からの回送時に使用する簡易運転台を設けていた（通常はカバーで覆われ格納されている）。
このほかにも軌道保守や工事に使用される事業用車両（モーターカーと無蓋車）が車両基地に常駐していた。

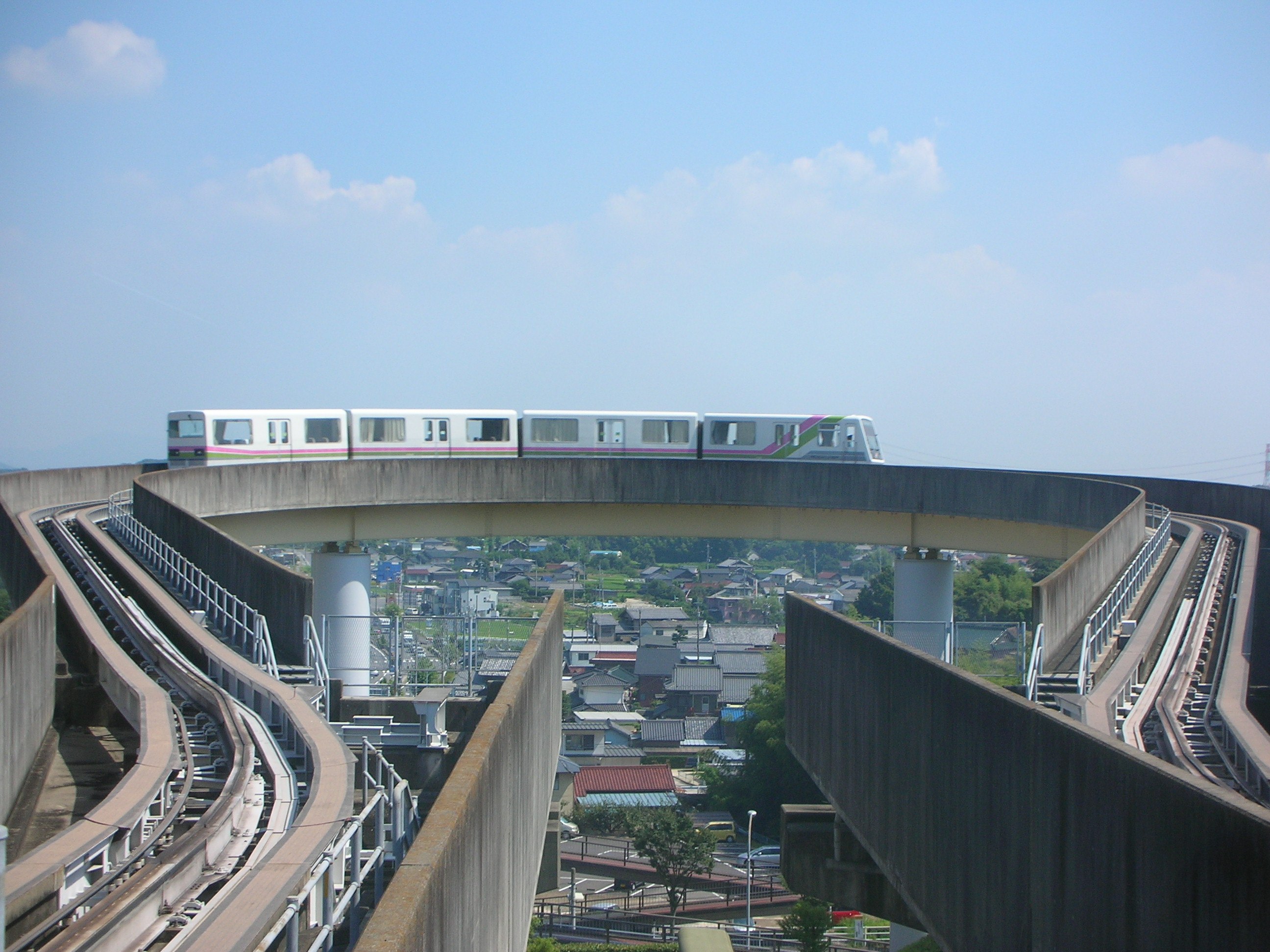
桃花台東駅のループ線を行く100系。営業運転用の運転台が編成の片側にしかないため、折り返しはループ線を使って行われた
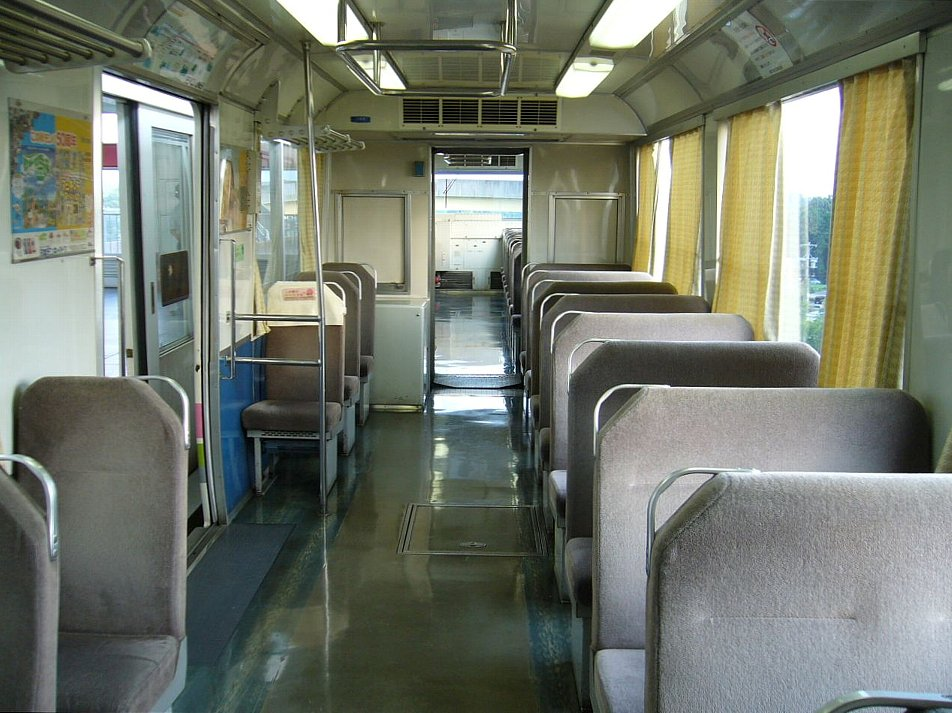
桃花台東駅に停車中の100系車内。片側のみの扉、2-1配列のクロスシートなどが特徴

## SFカード

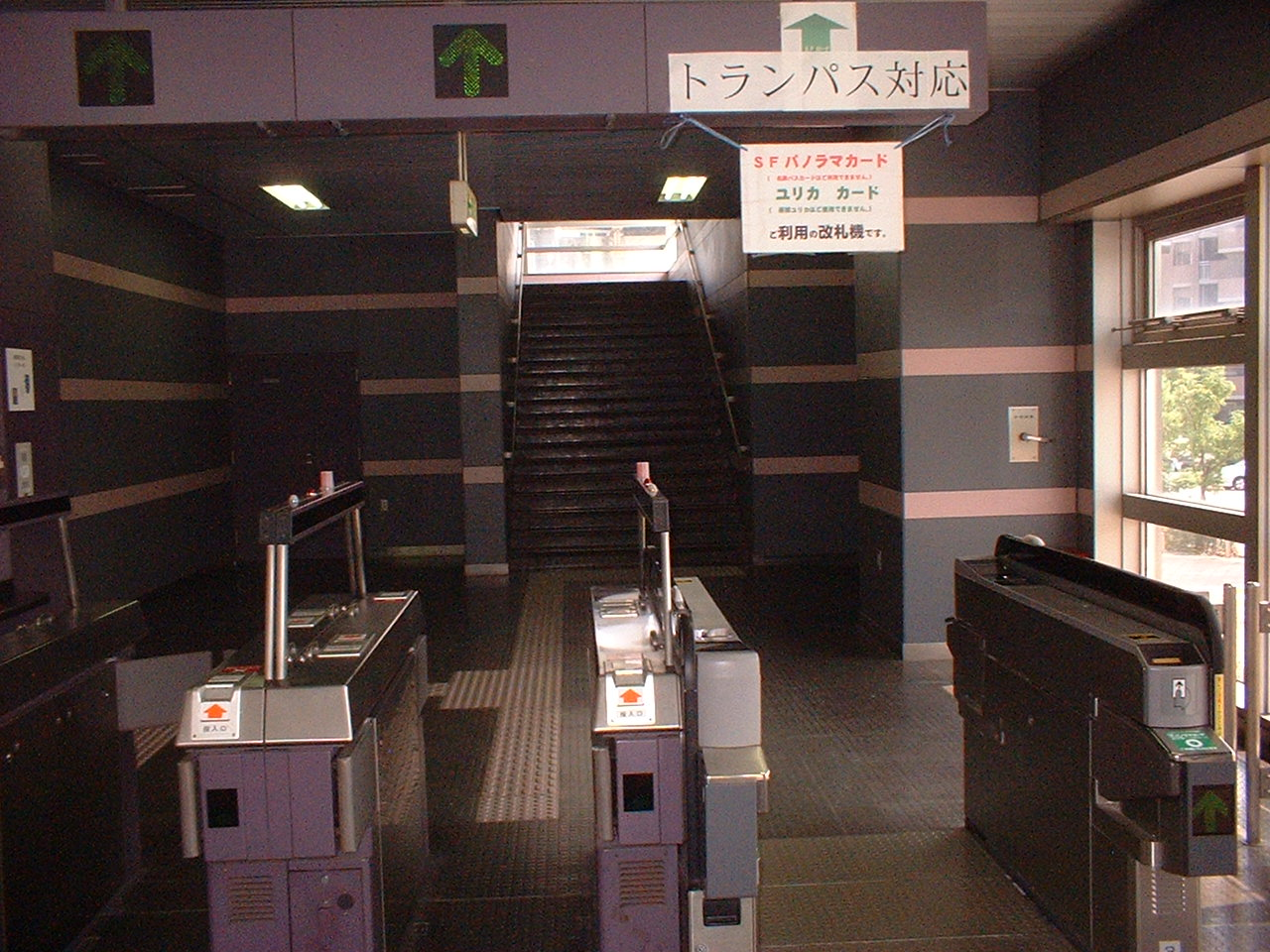
桃花台東駅の改札口。一台だけトランパスカード対応の自動改札が導入されており、それ以外は非対応だった。

SFカードとして、全線でトランパスが利用可能だった。ただし、費用を抑えて導入したため、ほかのトランパス加盟各社局とは異なる点がいくつかある。
1. 自社の券売機は一切非対応：カードの購入、積み増しなどはおろか、カードを利用しての切符購入なども一切できない。これらの利用は駅員のいる小牧駅、桃花台センター駅に限られる。この結果、小児用にも対応していない。
2. 利用改札機が限定：トランパス対応の改札機は各駅一台のみで、それ以外は利用できない。
3. 乗り継ぎ割引不可：他路線やバスとの乗り継ぎ割引などに一切対応していない。

## 利用状況
桃花台新交通桃花台線の利用状況を記す。なお1991年3月25日に開業したので、1990年度は7日間だけである。

### 輸送実績
桃花台新交通桃花台線の輸送実績を下表に記す。表中、輸送人員の単位は万人。輸送人員は年度での値。表中、最高値を赤色で、最高値を記録した年度以降の最低値を青色で、最高値を記録した年度以前の最低値を緑色で表記している。
| 年 度              | 輸送実績（乗車人員）：万人/年度 | 輸送実績（乗車人員）：万人/年度 | 輸送実績（乗車人員）：万人/年度 | 輸送実績（乗車人員）：万人/年度 | 輸送密度 人/1日 | 特 記 事 項                              |
| ------------------ | ------------------------------- | ------------------------------- | ------------------------------- | ------------------------------- | --------------- | ---------------------------------------- |
| 年 度              | 通勤定期                        | 通学定期                        | 定 期 外                        | 合 計                           | 輸送密度 人/1日 | 特 記 事 項                              |
| 1990年（平成2年）  | 1.5                             | 0.1                             | 3.2                             | 4.8                             | 5,346           | 開業                                     |
| 1991年（平成3年）  | 23.6                            | 11.4                            | 84.8                            | 119.8                           | 2,579           |                                          |
| 1992年（平成4年）  | 24.8                            | 12.5                            | 59.1                            | 96.4                            | 1,994           |                                          |
| 1993年（平成5年）  | 24.5                            | 11.8                            | 56.0                            | 92.3                            | 1,910           |                                          |
| 1994年（平成6年）  | 24.3                            | 10.6                            | 56.4                            | 91.3                            | 1,868           |                                          |
| 1995年（平成7年）  | 27.2                            | 10.8                            | 63.1                            | 101.1                           | 2,063           |                                          |
| 1996年（平成8年）  | 26.8                            | 12.5                            | 65.5                            | 104.8                           | 2,153           |                                          |
| 1997年（平成9年）  | 28.7                            | 10.1                            | 57.1                            | 95.9                            | 1,950           | 運賃値上げ                               |
| 1998年（平成10年） | 26.2                            | 9.4                             | 57.4                            | 93.0                            | 1,895           |                                          |
| 1999年（平成11年） | 23.6                            | 8.4                             | 54.9                            | 86.9                            | 1,773           | 1日片道64本を53本に削減                  |
| 2000年（平成12年） | 21.4                            | 8.3                             | 52.9                            | 82.6                            | 1,679           | 毎時3本に減便                            |
| 2001年（平成13年） | 22.7                            | 7.8                             | 49.2                            | 79.7                            | 1,616           |                                          |
| 2002年（平成14年） | 23.3                            | 8.5                             | 49.4                            | 81.2                            | 1,646           | 2003年3月27日上飯田連絡線開業 運賃値下げ |
| 2003年（平成15年） | 29.1                            | 16.4                            | 68.8                            | 114.3                           | 2,399           |                                          |
| 2004年（平成16年） | 32.1                            | 22.0                            | 71.4                            | 125.5                           | 2,648           |                                          |
| 2005年（平成17年） | 33.4                            | 25.2                            | 71.7                            | 130.3                           | 2,776           |                                          |
| 2006年（平成18年） |                                 |                                 |                                 |                                 |                 | 全線廃止                                 |

参考までに、国鉄再建法に基づく特定地方交通線の廃止基準の1つとして、「輸送密度が4,000人/日未満」という条件がある。桃花台線の場合、1年間営業した年度（1991年度 - 2005年度）における輸送密度の最高値は2005年度（2,776人/日）と、一度も4,000人/日を上回ることはできなかった。

### 収入実績
桃花台新交通桃花台線の収入実績を下表に記す。
表中、収入の単位は千円。数値は年度での値。表中、最高値を赤色で、最高値を記録した年度以降の最低値を青色で、最高値を記録した年度以前の最低値を緑色で表記している。
| 年 度              | 旅客運賃収入：千円/年度 | 旅客運賃収入：千円/年度 | 旅客運賃収入：千円/年度 | 旅客運賃収入：千円/年度 | 旅客運賃収入：千円/年度 | 運輸雑収 千円/年度 | 総合計 千円/年度 |
| ------------------ | ----------------------- | ----------------------- | ----------------------- | ----------------------- | ----------------------- | ------------------ | ---------------- |
| 年 度              | 通勤定期                | 通学定期                | 定 期 外                | 手小荷物                | 合 計                   | 運輸雑収 千円/年度 | 総合計 千円/年度 |
| 1990年（平成2年）  | 2,662                   | 92                      | 7,458                   | 0                       | 10,212                  | 74                 | 10,286           |
| 1991年（平成3年）  | 42,129                  | 15,234                  | 208,638                 | 0                       | 266,001                 | 14,234             | 280,235          |
| 1992年（平成4年）  |                         |                         |                         |                         |                         |                    |                  |
| 1993年（平成5年）  |                         |                         |                         |                         |                         |                    |                  |
| 1994年（平成6年）  |                         |                         |                         |                         |                         |                    |                  |
| 1995年（平成7年）  | 48,130                  | 14,504                  | 151,203                 | 0                       | 213,837                 | 24,978             | 238,815          |
| 1996年（平成8年）  | 46,804                  | 16,807                  | 157,205                 | 0                       | 220,816                 | 26,753             | 247,569          |
| 1997年（平成9年）  | 55,068                  | 15,429                  | 154,657                 | 0                       | 225,154                 | 33,480             | 258,634          |
| 1998年（平成10年） | 51,098                  | 14,501                  | 156,571                 | 0                       | 222,170                 | 34,178             | 256,348          |
| 1999年（平成11年） | 45,653                  | 12,969                  | 150,240                 | 0                       | 208,862                 | 33,586             | 242,448          |
| 2000年（平成12年） | 42,612                  | 11,428                  | 142,174                 | 0                       | 196,214                 | 32,982             | 229,196          |
| 2001年（平成13年） | 44,611                  | 11,840                  | 133,837                 | 0                       | 190,288                 | 34,503             | 224,791          |
| 2002年（平成14年） | 45,016                  | 12,094                  | 133,992                 | 0                       | 191,102                 | 29,722             | 220,824          |
| 2003年（平成15年） | 42,347                  | 17,252                  | 138,158                 | 0                       | 197,757                 | 35,208             | 232,965          |
| 2004年（平成16年） | 46,925                  | 23,255                  | 143,220                 | 0                       | 213,400                 | 35,997             | 249,397          |
| 2005年（平成17年） | 49,212                  | 25,654                  | 144,010                 | 0                       | 218,876                 | 38,627             | 257,503          |
| 2006年（平成18年） |                         |                         |                         |                         |                         |                    |                  |

### 駅別乗降人員
『小牧市統計年鑑』各号によると、各駅の年間乗降人員の推移は以下の通りである（詳細は各駅を参照）。
| 年                 | 総数      | 桃花台新交通 桃花台線 | 桃花台新交通 桃花台線 | 桃花台新交通 桃花台線 | 桃花台新交通 桃花台線 | 桃花台新交通 桃花台線 | 桃花台新交通 桃花台線 | 桃花台新交通 桃花台線 | （参考）名鉄小牧線 | （参考）名鉄小牧線 | 備考                          |
| 年                 | 総数      | 小牧                  | 小牧原                | 東田中                | 上末                  | 桃花台西              | 桃花台センター        | 桃花台東              | （名鉄）小牧       | （名鉄）小牧原     | 備考                          |
| ------------------ | --------- | --------------------- | --------------------- | --------------------- | --------------------- | --------------------- | --------------------- | --------------------- | ------------------ | ------------------ | ----------------------------- |
| 1991（平成03）年度 | 2,395,364 |                       |                       |                       |                       |                       |                       |                       |                    |                    | [ 3 ]                         |
| 1992（平成04）年度 | 1,927,624 | 770,305               | 116,833               | 69,426                | 76,480                | 218,133               | 476,233               | 200,214               | 2,300,892          | 527,385            | [ 3 ]                         |
| 1993（平成05）年度 | 1,845,430 | 740,318               | 115,392               | 59,656                | 82,003                | 209,995               | 449,316               | 188,750               | 2,242,551          | 543,394            | [ 4 ]                         |
| 1994（平成06）年度 | 1,825,566 | 728,391               | 115,702               | 67,030                | 86,481                | 193,876               | 453,145               | 180,941               | 2,216,677          | 550,557            | [ 5 ]                         |
| 1995（平成07）年度 | 2,021,380 | 808,564               | 128,612               | 83,266                | 91,264                | 207,198               | 503,146               | 199,330               | 2,413,611          | 529,696            | [ 6 ]                         |
| 1996（平成08）年度 | 2,096,104 | 839,920               | 132,342               | 88,176                | 98,372                | 209,014               | 505,242               | 223,038               | 2,440,128          | 497,462            | [ 7 ]                         |
| 1997（平成09）年度 | 1,917,948 | 753,058               | 132,047               | 88,080                | 97,360                | 180,372               | 466,195               | 200,836               | 2,337,979          | 513,114            | [ 8 ]                         |
| 1998（平成10）年度 | 1,859,270 | 732,202               | 126,053               | 82,434                | 95,156                | 176,376               | 453,407               | 193,642               | 2,296,058          | 469,959            | [ 9 ]                         |
| 1999（平成11）年度 | 1,737,826 | 682,390               | 105,787               | 79,309                | 91,636                | 163,310               | 420,103               | 195,291               | 2,230,257          | 461,143            | [ 10 ]                        |
| 2000（平成12）年度 | 1,651,060 | 650,431               | 100,875               | 80,192                | 88,960                | 150,262               | 402,885               | 177,455               | 2,179,158          | 455,170            | [ 11 ]                        |
| 2001（平成13）年度 | 1,593,308 | 628,964               | 102,217               | 76,277                | 83,838                | 144,490               | 392,410               | 165,112               | 2,164,167          | 472,039            | [ 12 ]                        |
| 2002（平成14）年度 | 1,624,742 | 626,583               | 113,500               | 84,167                | 80,906                | 148,470               | 395,195               | 175,921               | 2,144,718          | 495,333            | 2003年3月27日上飯田連絡線開業 |
| 2003（平成15）年度 | 2,285,204 | 929,371               | 129,123               | 91,192                | 102,798               | 199,410               | 588,908               | 244,402               | 3,255,952          | 647,639            | [ 14 ]                        |
| 2004（平成16）年度 | 2,510,472 | 1,030,771             | 137,274               | 99,103                | 115,612               | 213,737               | 641,760               | 272,215               | 3,422,549          | 685,861            | [ 15 ]                        |
| 2005（平成17）年度 | 2,606,754 | 1,070,224             | 147,235               | 97,264                | 116,242               | 204,699               | 663,176               | 307,914               | 3,638,827          | 730,244            | [ 16 ]                        |
| 2006（平成18）年度 | 1,337,952 | 549,987               | 72,384                | 47,446                | 59,782                | 94,512                | 342,798               | 171,043               | 3,602,553          | 779,200            | 10月1日廃止                   |

## 歴史
- 1971年（昭和46年）3月15日 - 愛知県は「中京圏陸上交通整備調査会議」を設置。中京圏の鉄道網計画を審議、その中で「小牧 - 高蔵寺間を結ぶ中量ガイドウェイシステムによる公共輸送路線」を検討。
  - 5月 - 桃花台ニュータウンの都市計画が策定。計画人口5万4000人。
- 1972年（昭和47年）4月27日 - 桃花台ニュータウン都市計画事業認可。
- 1974年（昭和49年）3月 - 愛知県地方計画推進プロジェクト会議で、新交通システム (AGT) の導入を検討。
  - 4月1日 - 愛知県庁企画部交通対策室に、桃花台線を担当する部署設置。
  - 8月 - 愛知県は「桃花台線（仮称）建設計画会議」を設置。
- 1976年（昭和51年）3月25日 - 桃花台線（仮称）建設計画会議で、桃花台線の基本計画が決定。1975年度に事業着手、1982年度に完成予定。初めに「小牧駅 - 桃花台間」、次に「桃花台 - 高蔵寺駅間」という2段階での建設計画。総建設費245億円。1日辺りの利用者予想は4万3000人で、ピーク時には1時間に7000人を想定。開業初年度は、1日1万人を想定。
  - 4月 - 愛知県企画部交通対策室に、桃花台線担当課設置。
- 1978年（昭和53年）8月 - 愛知県は「桃花台線技術調査会」設置。基本仕様の検討
  - 12月6日 - 桃花台新交通の第1回発起人会開催。
  - 12月26日 - ニュータウンの計画人口が、4万7000人に下方修正。桃花台線の1日の利用者予想、最大2万3000人に下方修正。
- 1979年（昭和54年）1月 - 基本仕様決定。
  - 6月 - 軌道事業特許申請。
  - 10月 - ニュータウンの宅地分譲開始。
  - 12月3日 - 愛知県と小牧市と名鉄などの出資で桃花台新交通株式会社設立。
- 1980年（昭和55年）4月 - 愛知県土木部道路建設課に、桃花台線担当課設置。
  - 4月26日 - 小牧 - 桃花台間の軌道事業の特許取得。
  - 7月 - 桃花台線都市計画が決定。桃花台ニュータウンの都市計画が変更（車両基地などの追加）。
  - 8月 - ニュータウンの入居開始。桃花台線の代行バス運行開始（小牧駅-桃花台ニュータウン間）。
- 1981年（昭和56年） - 桃花台西駅前に、商業施設「エステ」開業。
  - 2月 - 東田中 - 小牧間の第一次分割工事施行認可を申請。
  - 4月 - 東田中 - 小牧間の第一次分割工事と東田中 - 桃花台東間の第二次分割工事の、施工認可申請期限伸張許可を申請。
  - 5月 - 東田中 - 小牧間の第一次分割工事と東田中 - 桃花台東間の第二次分割工事の、施工認可申請期限伸張許可。
  - 11月13日 - 東田中 - 小牧間の第一次分割工事と東田中 - 桃花台東間の第二次分割工事の施工認可申請。
  - 12月 - 高架軌道着工。
- 1982年（昭和57年）1月29日 - 着工祝賀式開催。
  - 4月 - 桃花台線都市計画変更。駅や車両基地の区域変更。
  - 10月 - 小牧 - 東田中間の第一次分割工事施行認可取得。
  - 10月 - 桃花台ニュータウンの都市計画変更。計画人口が、約4万人に下方修正。桃花台線の1日の利用者予想、約2万人に下方修正。車両基地の区域変更。
  - 10月 - 代行バスが岩倉駅まで延伸。
- 1984年（昭和59年）4月 - 桃花台ニュータウンの都市計画事業変更認可。
  - 10月 - 愛知県は「桃花台線デザイン検討会義」設置。
- 1985年（昭和60年）1月 - 代行バス増便。小牧市が、代行バスの回数券および定期券に対する補助を開始。
  - 2月 - インフラ外部工事着手。
- 1986年（昭和61年）1月 - 竣工期限の延長を申請（1986年3月31日から1991年3月31日へ）。
  - 3月 - 竣工期限延長申請認可。
- 1987年（昭和62年）5月 - 線路および工事方法書記載事項変更の認可申請（システムの有人化など）。
- 1988年（昭和63年）3月 - 線路および工事方法書記載事項変更の認可。
- 1989年（平成元年）8月 - 車両デザインと愛称公募。
- 1991年（平成3年）1月 - 運賃認可申請。
  - 2月 - 運賃認可。
  - 3月24日 - 代行バスの営業終了。
  - 3月25日 - 桃花台線（小牧 - 桃花台東間）開業[1][18]。総事業費313億円。運賃は初乗り180円、小牧駅 - 桃花台東間が300円。ダイヤは1時間当たり、ラッシュ時5本、昼間4本、早朝・深夜3本。1日片道70本、休日は64本。名鉄小牧ホテルで、開業式典開催。
- 1991年（平成3年）4月12日 - 桃花台センター駅前に、商業施設「ピアーレ（アピタ桃花台店）」開業。
- 1992年（平成4年）6月1日  - 第2期路線（桃花台 - 高蔵寺駅間）の代替路線として、名鉄バスが桃花台センター - 高蔵寺駅間の路線バスの運行開始。
- 1995年（平成7年）9月21日 - 小牧駅近くに、商業施設「ラピオ」開業[19]。
- 1997年（平成9年）4月1日 - 運賃値上げ（小牧 - 桃花台東間：300円→350円）
- 1999年（平成11年）4月1日 -  ダイヤ改正。土休日ダイヤ実施。1日片道64本を53本に削減。
- 2000年（平成12年）4月 - 桃花台新交通が「経営改善計画」を策定。愛知県と小牧市が、約10億5000万円の追加融資を決定。
  - 4月1日 - ダイヤ改正。毎時3本に減便。
- 2001年（平成13年）3月25日 - 開業10周年の記念式典開催。
  - 5月 - 小牧市で「公共交通利用促進協議会」が発足。桃花台線の利用促進や啓蒙活動などを開始。
- 2002年（平成14年）7月31日 - 国土交通省中部運輸局を中心に、「尾張北部地域を中心とした公共交通サービス向上対策プログラム検討会」が発足。上飯田連絡線開業後の名鉄小牧線と桃花台線の利用促進などを図る。
- 2003年（平成15年）2月27日 - 「尾張北部地域を中心とした公共交通サービス向上対策プログラム検討会」が、「尾張北部地域を中心とした公共交通サービス向上対策プログラム」を策定。
  - 3月27日 - 上飯田連絡線開業。運賃値下げ（小牧 - 桃花台東間：350円→250円）[20]。共通乗車カード「トランパス」の導入。
- 2004年（平成16年） - 桃花台新交通は経営改善策の結果、総額8億5600万円の経費削減を実現。
  - 7月22日 - 愛知県が桃花台線の存廃を含めた検討を行なうため、有識者による「桃花台線のあり方検討会」を立ち上げ。
  - 7月26日 - 第1回桃花台線のあり方検討会開催。続けて11月2日 に第2回が開催される。
- 2005年（平成17年） - 桃花台西駅前の商業施設「エステ」が閉店。
  - 3月15日 - 第3回桃花台線のあり方検討会開催。「運行の仕組みをIMTSに変更して、存続の可能性を探る」旨の提言がまとめられる。
  - 3月30日 - 桃花台線のあり方検討会が、答申を愛知県に提出。
  - 11月 - 愛知県は「IMTSを導入しても存続は困難」との検討結果を公表。大学教授が、新聞で建設段階での需要予測に問題があった事を発表。
  - 12月 - 一部報道機関が「愛知県が廃止の方針を決定した」と報道。
- 2006年（平成18年）1月14日 - ニュータウン内の東部市民センターで、住民説明会開催。ニュータウンの整備費用が桃花台線の建設費用に流用されていた事が明るみに出た。
  - 1月15日 - 小牧市中央部の中部公民館で、住民説明会開催。
  - 2月 - 小牧市議会と篠岡区長会は、愛知県に対し結論延期を要請。小牧市議会は、愛知県に対し結論延期を求める意見書提出。
  - 2月25日 - ニュータウン内の東部市民センターで、住民との意見交換会開催。
  - 3月28日 - 愛知県と小牧市が、「存続のための支援を断念する」旨を発表[2]。廃止決定。
  - 4月28日 - 桃花台新交通の株主総会で廃止を決議。
  - 6月7日 - 軌道運輸事業廃止許可申請を国土交通省中部運輸局に提出。
  - 9月5日 - 国土交通省中部運輸局が廃止を許可。
  - 9月19日 - 代替バス（ピーチバス）運行開始。
  - 9月30日 - 最終営業日[21]。桃花台東駅で式典。最終営業日限定の1日乗車券が発売。ヘッドマークを付けた特別列車が運行。この日だけで、約2万人が乗車[21]。
  - 10月1日 - 全線廃止。
  - 11月17日 - 桃花台新交通の解散が決定。
  - 12月22日 - 愛知県が桃花台線インフラ利活用懇談会を設置。第1回開催。
- 2007年3月22日 - 第2回桃花台線インフラ利活用懇談会開催。
  - 7月25日 - 桃花台新交通が名古屋地裁に特別清算を申請。負債総額は45億9710万円。
  - 11月30日 - 桃花台新交通本社の一部設備の撤去工事開始。
- 2008年1月 - 駅舎および高架橋部分の電気通信設備等の撤去工事開始。
  - 1月25日 - 個人へ先頭車両1台を売却。
- 2009年3月30日 - 第3回桃花台線インフラ利活用懇談会が開催され、高架を小型車用道路とし、国道155号（小牧一宮バイパス）にバス専用レーンを設ける提言を県に提出。
- 2015年10月 - 愛知県は全線撤去に方針転換。手始めに中央自動車道上に架かる高架の撤去工事を開始。
- 2016年9月11日 - 中央自動車道上に架かる高架の撤去完了。

## 駅一覧
全駅愛知県小牧市に所在。
| 駅名             | 営業キロ | 営業キロ | 接続路線           |
| 駅名             | 駅間     | 累計     | 接続路線           |
| ---------------- | -------- | -------- | ------------------ |
|                  |          |          |                    |
| 小牧駅           | -        | 0.0      | 名古屋鉄道：小牧線 |
| 小牧原駅         | 1.3      | 1.3      | 名古屋鉄道：小牧線 |
| 東田中駅         | 0.9      | 2.2      |                    |
| 上末駅           | 1.5      | 3.7      |                    |
| 桃花台西駅       | 1.8      | 5.5      |                    |
| 桃花台センター駅 | 1.0      | 6.5      |                    |
| 桃花台東駅       | 0.9      | 7.4      |                    |

## 諸問題

### 存廃問題

#### 累積赤字の原因
開業以来利用者数が予測を大幅に下回り、一度も黒字になったことがなかったため、多額の累積赤字を抱える結果となり、開業16年目（2006年）にして廃止が決定する。累積赤字の原因としては以下が挙げられている。
- 接続路線の名鉄小牧線が、名古屋方面へと向かう場合に不便だったこと。当路線開業時の小牧線は、名古屋市内の起点である上飯田駅で他の鉄道路線との接続がない盲腸線であり、都心方面へ向かうには上飯田駅からバスを利用するか、最寄りの名古屋市営地下鉄名城線平安通駅まで徒歩で移動する必要があった[22]。2003年の地下鉄上飯田線開業・直通運転開始により、平安通駅までの移動に関しては改善されたものの、それでも名古屋駅方面への直結ルートとはなっておらず（久屋大通駅または栄駅でもう一回乗り換えが必要）、運賃もJR中央線経由より高くつく状態であった。
- 建設前に行なわれた需要予測（利用者数の予測の試算）で、JR中央線などの競合路線をまったく考慮していなかった（詳細は後述）。なお、桃花台ニュータウン住民の実態として、バスまたは自家用車でJR春日井駅まで行きJR中央線で名古屋方面へ向かうケースが多い。そのため住民が小牧市にJR春日井駅行きのバスを嘆願したが、桃花台線を理由に認可されなかった。その結果、JR春日井駅行きのバスは住民自らの手によって会員制バスとして運行が始められた。その会員制のバスは現在はあおい交通に委託され、路線バスとして運行されている。その路線バスにしても、JR春日井駅、高蔵寺駅方面、栄・名古屋駅方面直通などの系統は想定より実績を伸ばしたのに対し、かつての桃花台線と同じルートをたどる桃花台 - 小牧駅間は収益が伸び悩んでいるため、そもそも小牧駅方面の移動の需要自体が少なかったと言える[23]。
- 計画段階における桃花台ニュータウンの予想人口と、実際に移住した人数に差があった。計画では5万人だったのに対し、2005年時点で約2万7千人。最終的には約3万人に留まる試算が出されている。また5万人の段階では、利用者の数は延べ人数で1日約3万人と試算されている。これは「桃花台ニュータウンの住民のうち約30%が利用する」計算となる。これに対し2005年度の1日の利用者数の割合は約6%で、割合から見ても5分の1程度である。さらに、実際のニュータウン人口の推移に対し、利用者数はまったく比例していない。
- 近年桃花台ニュータウンの住民の動向として、工場や物流拠点の多い小牧市内に通勤・通学する人が増えている。
- 中央道経由の栄・名古屋方面直通（名鉄バスセンター行きなど）高速バスが開設されるなど、競合路線が増えた。
- 沿線に、施設やショッピングセンターなどがほとんどない。大学や施設があるにはあるが、アピタ桃花台店以外は駅からかなり離れていることや車など他の交通機関を利用した方が利便性が高いため、それらの施設へ行き来する目的ではほとんど利用されなかった。その上、途中駅周辺の土地区分が「工業地域」から変更されなかったため、沿線には鉄道利用に結びつきにくい物流企業ばかりが誘致された[24][25]。
- 小牧市内のみで完結する路線のため、沿線地域以外の住民による利用がきわめて少ない。
- 普通鉄道とは異なるシステムを採用しているため[26]、車両本体や設備の部品を大量生産できないことからそれらの製造費用が下がることはなく、普通鉄道よりも維持費用が高い。

#### 経営改善策
2000年4月に、桃花台新交通は経費削減・リストラなどの経営改善計画を策定する。その後愛知県と小牧市は約10億5000万円の追加融資を行なった。そして2003年の上飯田連絡線開通と前後して、行政とともに以下のような様々な方策が行なわれた。
- 運賃の値下げ（桃花台東駅-小牧駅間を、350円→250円）。
- 名鉄小牧線と同時に、共通カードシステム「トランパス」を導入する。
- 沿線の市役所職員に、通勤時の利用を義務付ける。
- 桃花台ニュータウンを巡回する、こまき巡回バスの路線を設ける。
- こまき巡回バスとの接続改善や料金の割引を行なう。桃花台線を利用した人には、こまき巡回バスを無料で乗れるようにする。またこまき巡回バスを利用している人には、桃花台線の運賃を割り引く。
- 無料レンタサイクリング（自転車の貸し出し）の実施
- 小牧駅近くにあるイトーヨーカドー小牧店での買い物の割り引き。
- 桃花台ニュータウンや小牧駅周辺で行なわれるお祭りやイベントで、利用者にプレゼントを渡す。
- 写真・絵画コンクールなど、路線利用の啓発活動。
- 企業向け一括割引定期券などの販売などの沿線企業への営業。
- 年末年始特別割引切符とファミリーとくとく往復きっぷ、キッズきっぷなど、様々な割引キップを発売する。
- 学生向けの学期定期券の販売。
- 名鉄が行なっているハイキングの誘致。
- スタンプラリーの実施。
- 保険代理店業務。
- 小牧駅にパンの自動販売機を設置。
- 小牧駅と桃花台センター駅構内に、利用者が無料で借りたりもらったりできる本を集めたコーナー（名称「ピーチらうんじ」）の設置。
- 桃花台新交通本社敷地内と桃花台西駅東側の空き地での、個人向けの駐車場貸し出し業務。後者はパークアンドライド専用。
- アピタ桃花台店の従業員向け駐車場貸し出し業務。

これらの経営改善計画によって、総額8億5600万円の経費削減を実現する。また利用者数も1日辺り延べ人数で1000人近く増えることとなった。しかし運賃の値下げが原因で運賃収入はごくわずかしか増えず、赤字は増えるという、焼け石に水状態であり、沿線住民からは「ピンチライナー」と揶揄されるほどであった。

#### 廃止が決定するまでの流れ
2004年7月、愛知県は有識者による「桃花台線のあり方検討会」を組織する。この会では存廃を含めた議論が行なわれた。2005年3月、同会は提言をまとめ愛知県に提出する。その内容は「存続のために愛・地球博の愛・地球博線で採用された磁気誘導式無軌条交通システム (IMTS) へと運行システムを切り替えること」で、システムを切り替えることで運行を無人化し、人件費の削減を図ることを狙ったものだった。しかしこの案はその後同会が出した試算よりも実際にはさらに費用が嵩むこと、さらにシステムの開発元であるトヨタ自動車での開発が遅れていることなどから、事実上頓挫してしまった。
なお同会では、このほかにも現行車両で自動運転化、現行車両で2両編成化、現行軌道で走るバス車両、ガイドウェイバス化など、様々なシステムへの変更が模索された。しかしいずれも車両の開発や設備の改修に巨額の費用がかかることから、上記のIMTSへの切り替えが提案された。
同年12月、愛知県が「桃花台線の営業を停止し、事実上廃止する方針を固めた」と一部報道機関で報じられる。また代替交通機関としては路線バスの運行を想定しており、「2社に運営の打診が行なわれている」とも報じられた。
一方新たな問題として、2006年1月に行なわれた住民説明会で、桃花台ニュータウンの整備費用の一部（115億円）が桃花台線の建設費用に流用されていたことが明らかになった。結果的に、桃花台ニュータウンにある分譲住宅の価格や賃貸アパートの家賃には、桃花台線の建設費用が上乗せされていたことになる。この問題については、後述の「桃花台ニュータウン整備費用の流用問題」に詳しい記載あり。
またこの会で愛知県側から出された存続のための提案は、次のようなものだった。
- 現行運賃を2.5倍にする。かつ、年間約2億5千万円の税金投入。
- 桃花台ニュータウンに住む全世帯に対して、年間数万円の負担を求める。

そして、次のような試算も示された。
- 2006年9月には、運営資金が底をつく状態である。
- 利用者が今後増えることは期待できず、逆に減る恐れがある。
- 車両などの老朽化に伴う設備投資や、橋脚・走行路面などの改修費用として、約70億円が必要。
- 耐震補強費用として、約28億円が必要。
- 廃止した場合駅や高架橋などの施設を撤去するのに、約100億円必要。またその工期は、1年半から2年かかる。

同年3月28日、愛知県と小牧市は、存続のための支援を断念する旨を発表。また同年9月をもって廃止することを、正式に発表した。廃止は10月1日、最終営業日は9月30日となった。

#### 沿線住民の反応
約300人が出席した2006年1月の住民説明会と、約200人が出席した2月に行なわれた沿線住民との意見交換会では、存続を求める人達が多数だったため、廃止に反対する意見が多数出た。このことで小牧市議会議員と地元地区長は、愛知県に対し廃止の結論を延期するよう求めた。その後小牧市長も、当時の愛知県知事神田真秋に廃止の結論延期を求めた。
しかしこのような動きとは対極的に、沿線住民の手による存続運動や利用促進活動はまったく行なわれなかった。さらに新聞には桃花台新交通常務取締役の談話として「（住民からの）廃止に関する問い合わせや励ましの電話も一本もなかった」と言う発言が掲載されている。
なお2004年7月に存廃を議論する検討会が立ち上げられた時も、2005年末に一部報道機関によって「廃止決定」と報じられた時も、沿線住民の手による存続運動や利用促進活動は行なわれていない。

#### 廃止決定後
2006年4月28日、桃花台新交通株式会社の株主総会が開かれ「廃止」が決議され、廃止が正式に決定される。同年6月7日、愛知県は国土交通大臣への廃止許可申請を行い、同年9月5日にその許可が降りる。
桃花台線の累積赤字は、2005年度分までで、65億円以上である。そして愛知県は、桃花台線の建設に当たって国から得た補助金約89億円のうち減価償却分を除いた約38億円の返還を、国土交通省から求められている。また愛知県と小牧市は、株主の企業17社に対し、約13億円の債権放棄を求めている。

### 代替交通機関
桃花台ニュータウンと小牧駅を結ぶ路線バスであるピーチバスが、廃止前の同年9月19日から運行を開始している。このバスは、開通当初の馴れない利用者の乗降や、朝のラッシュ時の渋滞、国道155号の渋滞などの理由で予定していた到着時間よりも遅れるなどの問題が生じている。しかしその一方で運行会社であるあおい交通には、「ピーチライナーと比べ家の近くから乗れるようになり便利になった」、「夜はピーチライナーよりも早く家に着くようになった」などの声も寄せられている。
また廃止当日の同年10月1日に、名鉄バスはニュータウンとJR春日井駅を結ぶ路線バスを新設しているほかに、既存の名古屋市内行きの都市間高速バス桃花台線を増便させている。JR春日井駅へと向かう桃花台ニュータウン住民は多い。また同路線バスは途中、桃花台ニュータウン住民が多く利用する春日井市民病院の前で停車する。都市間高速バスは栄駅や名古屋駅前に停車する。桃花台線経由とこのバス経由で同駅への移動を比較すると、高速バスは料金が安く時間も早く到着することに加え、乗り換えの必要もない。そのため桃花台ニュータウン住民には同駅へと向かう交通手段として、人気を博している。そのため、ニュータウン住民の一部には「桃花台線が廃止になってむしろ便利になった」と言う人もいる。

### 建設前の需要予測の問題
桃花台線の建設計画段階での需要予測が、国鉄などの競合路線をまったく想定していないものだったことが、2005年11月に行われた名古屋大学大学院の森川高行教授の調査で明らかとなった。それによると、愛知県が建設計画時に実施した需要予測では1979年は最大1日3万人、桃花台ニュータウンの人口予測が下方修正された1983年は最大1日約2万人とされていた。どちらも「沿線住民が名古屋方面への移動に用いる公共交通機関は桃花台線のみ」という前提に基づいたものであり、それ以外の手段が想定されていなかった。
一方で実際の利用者数は、1991年の開業年度が1日3,281人。計画段階の1日9,300人を大きく下回った。なお、この時の計画人口は14,800人。実際は前年に15,000人を突破している。さらに翌年には、1日3,000人台を大幅に割り込み、利用者数は年々減少していった。計画段階では桃花台ニュータウンの事業終了予定だった1998年度は、1日2,547人で、計画段階の1日20,000人を大きく下回った。桃花台ニュータウンへの移住人口が当初の計画の4万人を大きく下回り、実際には25,000人だった。そして開業10年目の2001年度には、1日2,182人まで落ち込んでいる。さらに1987年の国鉄分割民営化によって国鉄がJR東海となり、その後はJR東海の手で中央線のダイヤが改善されたことも、桃花台線にとっては不利になった。
森川教授は愛知県を批判するとともに、「黒字計画を出さないと建設に許可が出ないシステムにも問題がある」と指摘している。森川教授の批判に対し、愛知県は「調査はきちんと行なわれた」と主張している。
付記
需要予測に関しては、愛知県が発行した書籍「桃花台線建設誌」と、愛知県と小牧市と桃花台新交通が作成し2006年1月に行なわれた住民説明会で配布された資料「桃花台線への新システム導入に関する検討状況」では、数字が大きく異なる。前者では最終的に1日2万人とされているが、後者では1日1万2千人となっている。

### 桃花台ニュータウン整備費用の流用問題
桃花台ニュータウンの整備費用（1112億円）の一部（115億円）が、桃花台線の駅や周辺整備事業の費用に流用されていた。この額は、桃花台線の建設費用（313億円）の約3分の1に当たる。この問題は、以前から愛知県議会や小牧市議会などで指摘されていたようだが、公になったのは2006年1月の住民説明会の時である。
ニュータウンの整備費用が流用されたことで、販売された住宅の価格には、桃花台線の建設費用が含まれていることになる。その額は、日本共産党小牧支部の試算によると1戸辺り約100万円。一方、賃貸アパートの場合は、家賃に上乗せされる形で桃花台線の建設費用を負担させられていたことになる。
この問題で焦点となっているのが、「ニュータウン整備の範囲を規定した法律」である。一部の議員は「ニュータウンと桃花台線の建設費用はまったくの別物。整備の範囲を超えている。明らかに法律違反だ」と主張しているのに対し、愛知県側は「桃花台線の駅なども当然ニュータウンの一部として考えられる」と主張している。

### 廃止後の問題

#### 施設や設備
愛知県は高架に関しては、他への転用は非常に難しいが撤去に莫大な費用がかかることから、当初「撤去はしない方針」とした。そして2006年12月、高架の活用策を検討するための有識者による検討会「桃花台線インフラ利活用懇談会」を設置した。同懇談会では当初、桃花台線廃止前に桃花台線のあり方を検討した有識者会議「桃花台線のあり方検討会」にも参加した岐阜大学の竹内伝史教授らが、同検討会で提言として出した高架を使った公共交通機関の整備案に固執。同検討会で一度検討し、いずれも桃花台線の継続以上の費用がかかるとして否定された公共交通機関の整備案を再度検討した。しかしいずれも巨額の費用がかかることや、ガイドウェイバスに関してはバスを走らせるに足る十分な車幅を確保できないことから、方針を転換。小型自動車のみ通行可能とする小型車用道路を高架上に整備し、高架下の国道155号にバスレーンを設ける案を、2009年3月に提言としてまとめた。しかし同提言は巨額の費用がかかることなどから、結局採用されなかった。また地元である小牧市の中野直輝（当時）市長からは「どこに出入り口を作ると言うのか」、小牧市の職員から「ありえない案だ」などと批判を浴びた。
その後、しばらくこの問題は放置されていたが、2015年に愛知県は全線撤去に方針を転換。同年10月、中央自動車道上に架かる部分の高架を撤去する工事を開始した。2016年9月に同部分の高架の撤去は完了。2017年度には小牧駅部分の撤去工事を始める予定。2016年の時点では全線撤去は15年程度で完了させる予定で、総工費は約100億円を見込んでいるとしていた。しかし、2023年3月の時点で撤去が完了したのは全体の1割に留まり、これまでの撤去費用も約38億円かかっているとしており、愛知県尾張建設事務所は朝日新聞の取材に対し、「長いスパンがかかり、具体的な数字は出せない」とコメントしている。
運営会社である桃花台新交通の本社建物や桃花台線の車庫は、2007年11月から撤去工事が行われ、すでに撤去が完了。本社敷地の一部は駐車場となり、一般に貸し出しされている。

##### 車両の売却
路線廃止後、山万ユーカリが丘線に車両売却を打診したが実現せず、小牧市や鉄道博物館に購入を依頼するがこれも実現しなかった。最終的に5両が個人・企業に売却され、他の車両は全て解体処分となった。

#### 建設時の補助金返還
愛知県は桃花台線の建設に当たって、国から約89億円の補助金を受けている。そのため国土交通省中部運輸局から、減価償却分を除いた約38億円の返還を求められている。それに対し愛知県は、「補助金は目的通りに使われた」として、返還の免除を求めている。

#### 債権
愛知県と小牧市および名鉄は、総額32億8千万円の債権放棄を清算会社となった桃花台新交通から求められている。内訳は愛知県が約31億4千万円、小牧市が約1億3千万円、名鉄が1千万円。また筆頭株主である愛知県と小牧市は、その他株主の企業17社に対して、約13億円の債権放棄を求めている。
愛知県・小牧市・名鉄の最終的な債権放棄額は金属スクラップの売却益が予想を上回ったことから当初の額より少なくなり、合わせて31億761万円となった。
なお、清算会社たる桃花台新交通は2009年4月に特別清算終結の決定が確定し、完全消滅している。

## その他

### 小牧市長選挙
廃止後の2007年2月、小牧市長選挙が行なわれた。立候補したのは現職の中野直輝（当時3期目）と元・愛知県尾張建設事務所長の荒川孝。そのうち荒川孝は「桃花台線の廃止は市民の支持が得られていない」とし、"桃花台線の復活の検討"を選挙公約に掲げたが、市民からの支持は得られず落選した。

### キャラクター
乗車券などに、この路線独自のキャラクターが採用されていた。以下は、そのキャラクターの名称と特徴である。
ピーチボーイ
アルファベットの「P」が描かれているオーバーオールを着た、少年風のキャラクター。
"ぴーちちゃん"と"すももちゃん"
それぞれアルファベットの「P」と「S」が描かれている洋服を着た、少女風のキャラクター。紐のようなものを持ち、"電車ごっこ"をしている。

### 廃止記念
桃花台線の廃止を記念して、乗車券と入場券のセット、最終日限定の一日乗車券が発売された。また小牧市内の郵便局では、桃花台線の写真を用いた台紙に切手（桃花台線と無関係の図柄）を付けたセットが発売された。

## 関連書籍
- 愛知県 編『桃花台線（仮称）新交通システム計画の概要』愛知県、1974年。
- 桃花台線（仮称）建設計画会議 編『桃花台線（仮称）建設計画会議報告書』桃花台線（仮称）建設計画会議、1976年。
- 愛知県土木部 編『新交通システム桃花台線計画誌 発想から着工まで』愛知県、1984年。doi:10.11501/12676635。
- 愛知県 編『桃花台線建設誌』愛知県、1992年。